# دربی روزایو

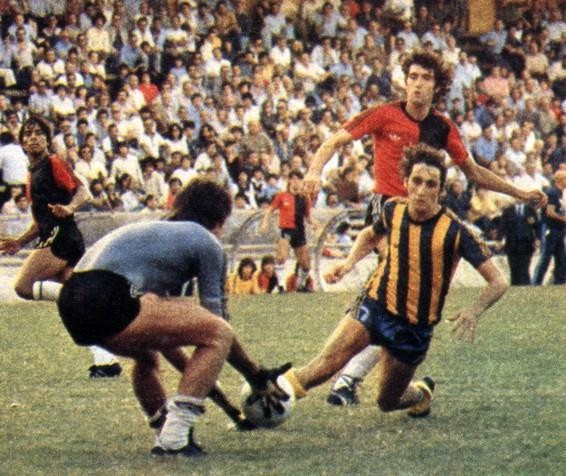
دربی روزاریو - سال ۱۹۸۲

دربی روزاریو (به انگلیسی: Rosario derby) یک بازی فوتبال مشهور در کشور آرژانتین است، که بین تیم‌های روزاریو سنترال و نیواولدبویز برگزار می‌شود. این بازی مهمترین دربی فوتبال خارج از بوئنوس  آیرس بشمار می‌رود.